# 普代站
普代站（日语：／ Fudai eki */?）是位於岩手縣下閉伊郡普代村8番503號，三陸鐵道的谷灣線車站。車站的愛稱為「盛開透百合」，名稱取自普代村的村花透百合。

## 歷史
- 1975年（昭和50年）7月20日：日本國有鐵道久慈線久慈至此站之間開通，此終點站啟用。
- 1984年（昭和59年）4月1日：車站由三陸鐵道接管。成為北谷灣線車站。同時此站至田老之間開通。
- 2011年（平成23年）3月11日：發生東北地方太平洋近海地震（東日本大震災），使北谷灣線全線暫停營業。
- 2012年（平成24年）4月1日：陸中野田至田野畑之間重開，此站重開[1]。
- 2019年（平成31年・令和元年）3月23日：東日本旅客鐵道釜石至宮古之間由三陸鐵道接管，此站成為谷灣線車站[2]。

## 車站構造
此站是地面車站，設有1面2線的島式月台。月台建在路堤上。車站大樓與月台之間設有樓梯。此站也是簡易委託車站，委托普代村負責車站業務。售票處中除了三陸鐵道車票外，也可購買普代村營巴士車票。在1996年前，也設有JR巴士普代站前站的櫃臺業務。在候車室後方設有物產店。

### 月台
| 月台 | 路線    | 上下行 | 方向               |
| ---- | ------- | ------ | ------------------ |
| 1    | ■谷灣線 | 下行   | 久慈方向           |
| 2    | ■谷灣線 | 上行   | 宮古、釜石、盛方向 |

## 使用狀況
| 1日上下車人次變化 | 1日上下車人次變化 |
| 年度              | 1日平均人次       |
| ----------------- | ----------------- |
| 2012年            | 164               |
| 2013年            | 209               |
| 2014年            | 240               |
| 2015年            | 202               |
| 2016年            | 193               |
| 2017年            | 195               |
| 2018年            | 198               |

## 車站周邊
- 岩手縣道44號岩泉平井賀普代線（日语：岩手県道44号岩泉平井賀普代線）
- 岩手縣道202號普代小屋瀨線（日语：岩手県道202号普代小屋瀬線）
- 國道45號
- E45 三陸北縱貫道路（日语：三陸北縦貫道路）（普代道路）普代交匯處（日语：普代インターチェンジ）
- 普代村公所
- 普代郵局

## 巴士路線
- 普代村營巴士（日语：普代村営バス）
  - 太田名部、南黑崎、北山崎（日语：北山崎）觀景台方向
  - 白井、堀內方向
  - 鳥居、鵜鳥神社方向
  - 萩牛、茂市方向
- 田野畑村營巴士（日语：田野畑村営バス）
  - 沼袋方向

## 相鄰車站
三陸鐵道
■谷灣線
□快速
田野畑→普代→野田玉川
■普通
田野畑－普代－白井海岸

## 注腳
1. ↑  . 毎日新聞. 2012-04-01  [2012-04-01]. （原始内容存档于2012年7月11日） （日语）.
2. ↑  . 毎日新聞 (毎日新聞社). 2019-03-23  [2019-03-24]. （原始内容存档于2019-03-23） （日语）.
3. ↑  国土数値情報(駅別乗降客数データ)2011-2015年  （页面存档备份，存于）（日語） - 國土交通省2019年9月3日參閲
4. ↑  国土数値情報(駅別乗降客数データ)  （页面存档备份，存于）（日語） - 國土交通省，2020年9月23日參閲

## 外部連結
- 車站·周邊資訊【普代站】 （页面存档备份，存于）（日語）：三陸鐵道